# Верховский, Василий Парфеньевич
Василий Парфеньевич (Парфёнович) Верховский (26 июля 1838 ― 5 мая 1901, Санкт-Петербург) ― российский военный педагог, генерал-майор. Родной дядя русского военного деятеля Александра Верховского.

## Биография
Родился в семье военного. Отец ― Парфен Михайлович, военный, мичманом участвовал в войне 1812 года, служил в русской эскадре, блокировавшей наполеоновский флот. Младший брат Иван ― отец военного деятеля Александра Верховского.
Окончил Павловский кадетский корпус и Михайловскую артиллерийскую академию.
В 1858 году начал службу прапорщиком. Подпоручик (1860), поручик (1862), штабс-капитан (1867), капитан (1870), полковник (1874), генерал-майор (1884).
Преподаватель Михайловской артиллерийской академии, помощник инспектора классов в 1-м военном Павловском училище, инспектор классов во 2-м Константиновском военном училище.
Директор Императорского Гатчинского Николаевского сиротского института, начальник Гатчинской женской гимназии.
В 1887―1896 годах ― директор 1-го кадетского корпуса.
Почётный член конференции Михайловской артиллерийской академии. Совещательный член артиллерийского комитета главного артиллерийского управления.

## Семья
Был женат на дочери священника, Ольге Александровне (урожд. Краевской), в семье родилось пятеро сыновей и три дочери. Отец доктора технических наук, профессора Александра Васильевича Верховского (1895–1992). Внучки: Людмила Александровна Верховская (род. 1938) и доктор физико-математических наук, профессор Кира Александровна Усова (род. 1940).

## Место захоронения
Похоронен в Новодевичьем монастыре в Санкт-Петербурге.

## Награды
- Орден Св. Станислава 3-й ст. (1886).
- Орден Св. Анны 3-й ст. (1868).
- Орден Св. Станислава 2-й ст. (1870).
- Орден Св. Станислава 2-й ст. с императорской короной (1872).
- Орден Св. Анны 2-й ст. (1874).
- Орден Св. Владимира 4-й ст. (1877).
- Орден Св. Владимира 3-й ст. (1880).
- Орден Св. Станислава 1-й ст. (1887).
- Орден Св. Анны 1-й ст. (1892).
- Орден Св. Владимира 2-й ст. (1896).